# 1923 v letectví
Tento článek obsahuje seznam událostí souvisejících s letectvím, které proběhly roku 1923.

## Události

### Září
- 23. září – ve dvanáctém ročníku Poháru Gordona Bennetta zvítězili Belgičané Ernest Demuyter a Leon Coeckelbergh

### Červenec
- 17. července vznikly Československé státní aerolinie, do roku 1993 národní letecká společnost Československa, v současnosti známé jako ČSA České aerolinie, národní letecká společnost Česka.

## První lety
- Aero A-12
- Aero A-20
- Aero A-26
- Letov Š-8
- Fokker DC.I

### Leden
- Micubiši B1M
- 9. ledna – Cierva C.4
- 19. ledna – Armstrong Whitworth Wolf

### Březen
- Aero A-18 – jediný sériově vyráběný stíhací letoun firmy Aero
- Hawker Woodcock

### Květen
- Gloster Grebe

### Červen
- 2. června – Boeing XPW-9
- 28. června – Armstrong Whitworth Awana

### Červenec
- 30. července – de Havilland DH.50

### Srpen
- 22. srpna – Barling XNBL
- 23. srpna – Polikarpov I-1

### Září
- 3. září – USS Shenandoah
- 3. září – Curtiss R2C
- 5. září – Avia BH-8

### Říjen
- 2. října – de Havilland DH 53 Humming Bird
- 20. října – Tupolev ANT-1
- 23. října – Handley Page Hyderabad

### Prosinec
- 15. prosince – Avia BH-7
- 15. prosince – Fokker B.II